# مصفار

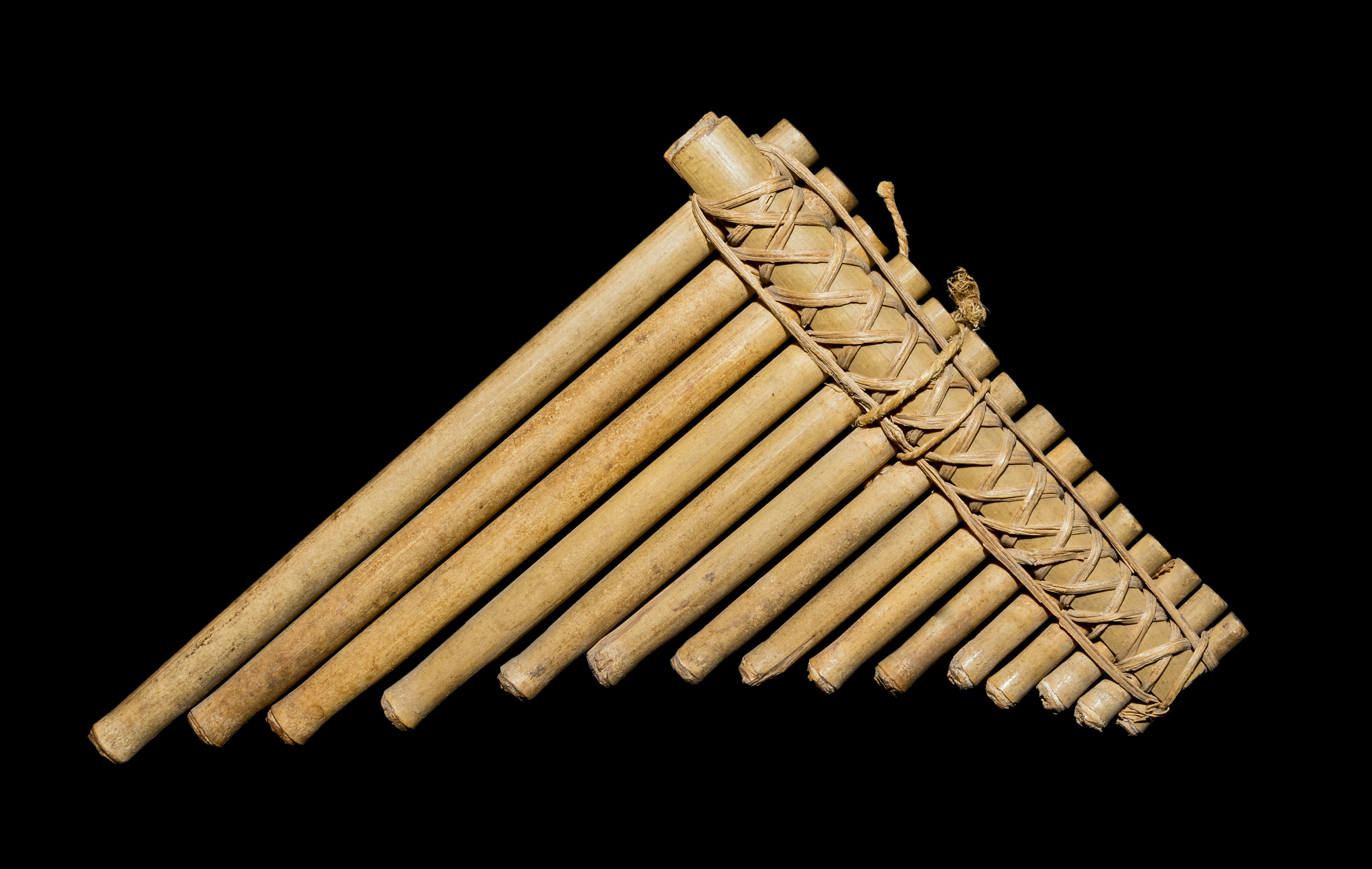
مصفار.

المِصفار (بالإنجليزية: Pan flute)‏ (نقحرة: بان فلوت) أو (بالإنجليزية: Panpipe)‏ (نقحرة: بان بايب) أو (بالإنجليزية: syrnix)‏ (نقحرة: سيرينكس) آلةٌ موسيقية هوائية استخدمت أول مرة من اليونانيين القدماء، وشاع استخدامها بين الرعاة حيث ظهرت أولاً في جزر كيكلادس في الألفية الثالثة قبل الميلاد.